# Апокаліпсис Стоунхенджа
«Апокаліпсис Стоунхенджа» — канадський науково-фантастичний фільм 2010 року, знятий для телебачення. Його показ зібрав 2,1 мільйона глядачів під час прем'єри.

## Про фільм
Коли група археологів викопує людський скелет біля Стоунхенджа, знаходиться і стародавня частина механізму.
Робітники випадково запускають механізм. Розкручується ланцюг подій, які цілком можуть покласти край існуванню цього світу.

## Знімались
| Актор           | Роль           |
| --------------- | -------------- |
| Міша Коллінз    | Джейкоб        |
| Торрі Гіґґінсон | Джейсі         |
| Пітер Вінгфілд  | Трусдейл       |
| Девід Льюїс     | Девід          |
| Майкл Копса     | генерал Форшав |
| Брент Стейт     | Пітман         |
| Гілл Гарпер     | Лешем          |
| Девід Ловгрен   | куратор        |
| Адріан Голмс    | сержант        |
| Колін Лоуренс   | пілот          |